# Giuseppe Ragnini
Giuseppe Ragnini (Milano, 11 giugno 1896 – ...) è stato un generale italiano insignito della medaglia d'oro al valor militare a vivente nel corso della seconda guerra mondiale.

## Biografia
Nacque a Milano l'11 giugno 1896, figlio di Romolo e Antonietta Rossi.
Iscritto al secondo anno della facoltà di ingegneria dell'Università di Roma, si arruolò volontario nel Regio Esercito in forza al 2º Reggimento bersaglieri il 24 maggio 1915, data dell'inizio della guerra contro l'Impero austro-ungarico e nominato sottotenente di complemento dell'arma di fanteria al termine del corso presso la Regia Accademia Militare di Fanteria e Cavalleria di Modena raggiunse al fronte nell'aprile 1916 assegnato al 215º Reggimento fanteria "Tevere" mobilitato. Rimasto gravemente ferito alla gamba sinistra il combattimento nell'agosto 1916, dopo lunga degenza in ospedale venne congedato nel 1921 con il grado di capitano. Nel 1920 fu richiamato in servizio e trasferito in servizio permanente effettivo con il grado di tenente, nell'agosto 1931 fu trasferimento in Tripolitania assegnato al battaglione libico e poi nel Regio corpo truppe coloniali della Tripolitania in forza al I Battaglione cacciatori. Nel settembre 1933 rientrò in Patria, nel maggio 1934 venne promosso capitano, e nell'ottobre 1936 fu inviato a domanda in Africa Orientale Italiana ove ebbe assunse il comando di una banda Amara e di una compagnia indigena, nonché il Governo politico della regione di Cercer e Arussi. Ritornato in Italia a seguito di un grave problema familiare fu assegnato all'82º Reggimento fanteria "Torino" nel febbraio 1938 e quindi alla Segreteria dello Stato maggiore dove ottenne la promozione a maggiore. Alla dichiarazione di guerra a Francia e Gran Bretagna, il 10 giugno 1940, ottenne di ritornare volontariamente in Africa Settentrionale Italiana assegnato al III Battaglione del 28º Reggimento fanteria "Pavia" e successivamente al I Battaglione del 27º Reggimento fanteria "Pavia". Prese parte ai combattimenti dall'11 giugno al 14 dicembre 1941 a Bir el Azazi, a Bir bu Kremisa, ad Ain el Gazala, dove, ricevuto l'ordine di resistere ad oltranza contrastò sul posto l'attacco nemico condotto da forze numericamente superiore. Catturato con i superstiti del suo reparto, il nemico rese a lui e ai suoi uomini gli onori militari. Rientrato dalla prigionia in qualità di grande invalido barellato nell'ottobre 1944, dopo lunga degenza ospedaliera riprese servizio al Ministero della guerra del Regno d'Italia dal maggio 1945 ed ebbe le successive promozioni a tenente colonnello nel luglio dello stesso anno ed a colonnello nel gennaio 1951. Collocato in posizione di riserva e trattenuto in servizio a domanda dal maggio 1951 fu trasferito nel Ruolo d'Onore dove fu promosso generale di brigata nel gennaio 1957 e generale di divisione nel gennaio 1961. Fu successivamente elevato al rango di generale di corpo d'armata.
Una via di Ancona porta il suo nome.